# 緊急救援中隊
緊急救援中隊（Emergency Rescue Company，ER），隸屬於民眾安全服務隊特遣部隊，專責重型搶救工作，坍塌搜索及拯救、密閉空間及交通意外等重大事故中的救援任務。該隊能在九十分鐘內奉召出動。於香港發生災難如水浸、山泥傾瀉、颱風時，協助正規部隊疏散及拯救災民。隊員均善於使用各類拯救器材包括鋁梯、鍊鋸、船床、氣弧切割器、域嘉強力氣墊等。

## 歷史
緊急救援中隊成立於1982年，當時稱為緊急救援隊（Emergency Unit，EU），前身為搶救隊。隊員曾於2008年6月香港暴雨、2009年颱風巨爵襲港期間，均有奉召出動，協助疏散居民及清理山泥等任務。
。

## 職務
- 搶救被困於瓦礫或山泥下的人士
- 為樓宇倒塌或山泥傾瀉意外中傷者進行緊急救援
- 災難地點運送傷者到指定地點接受進一步治療
- 結構受損建築物，展開清拆行動或臨時鞏固工程
- 清除道路上的障礙物
- 提供水災救援
- 颱風值勤
- 撲滅山火任務

## 相關參見
- 民眾安全服務隊
- 山嶺搜救中隊